# Lissemysia indica
Lissemysia indica är en plattmaskart som beskrevs av G.P. Sinha 1935. Lissemysia indica ingår i släktet Lissemysia och familjen Aspidogastridae. Inga underarter finns listade i Catalogue of Life.